# 開基永華宮

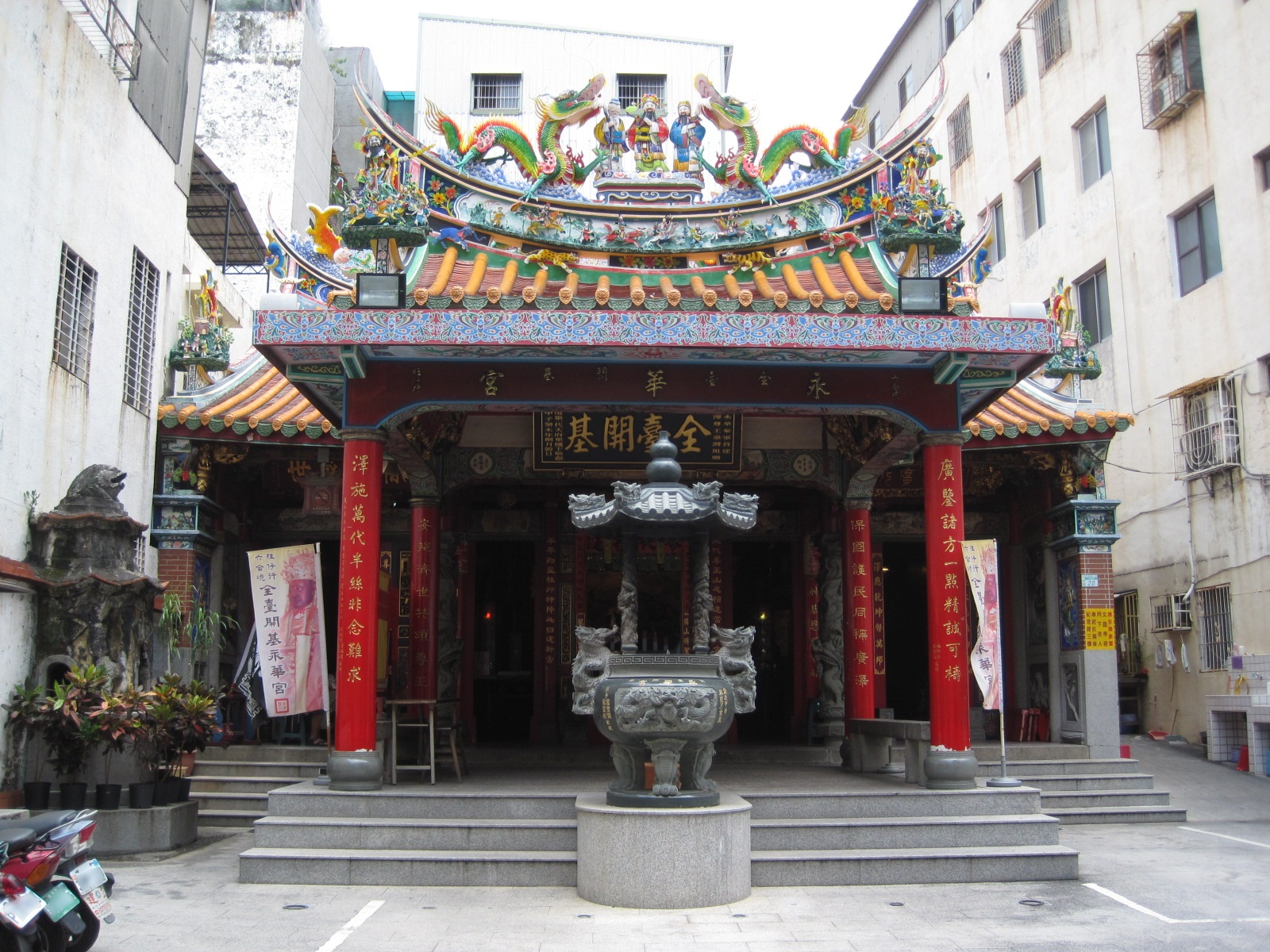
永華宮

六合境柱仔行全臺開開基永華宮，或稱臺南永華宮，全稱臺南六合境柱仔行全臺開基永華宮，位於臺灣臺南中西區府前路一段196巷20號1樓，在臺南孔廟附近，為主祀廣澤尊王的廟宇，香火頗盛。而廟中所供奉的廣澤尊王為目前臺灣最早唯一的「軟身廣澤尊王」金身，亦是廣澤尊王在台灣的開基祖廟。

## 祀神
主祀廣澤尊王，配祀有尊王夫人妙應仙妃、陳永華參軍、南斗星君、北斗星君、三坪祖師、達摩祖師、中壇元帥、天真聖祖、文昌帝君、月下老人、福德正神等神明。

## 廟史
據說為明鄭智將東寧總制陳永華將軍於明鄭永曆十六年（1662年）所建，以奉祀由泉州奉來之廣澤尊王金身，故命名為永華宮，本廟並附設有陳永華紀念館，以紀念先賢開廟之功。
- 明鄭永曆十六年（1662年）建廟於「山尾」（約今府前路臺灣銀行附近），原稱叫「鳳山寺」。

- 乾隆十五年（1750年）重修，落成定廟名為「永華宮」，因為了紀念「陳永華將軍」恭迎尊王來臺及建設地方之功，遂改廟名為「永華宮」，並奉祀將軍的金身於後殿文物館，以昭功績。

- 光緒十七年（1891年）重修，三年後完成。

- 臺灣日治時期大正十三年（1924年），因政府徵收廟地，興建臺灣銀行，原廟拆除。

- 大正十四年（1925年）移至孔廟對面的「六合境柱仔行」（臺南孔廟）巷內重建。

- 1946年重修宮殿。

- 1958年擴大興建宮殿，為今日之規模。

- 2004年啟建甲申年三朝慶成祈安清醮。

- 2021年啟建金籙祈天萬神朝真起元五朝福醮大典。(時間為11月10日~11月14日)

## 其他
相良吉哉《臺南州祠廟名鑑》一書該書將永華宮的創立年代記為乾隆十五年（1750年），並寫說當時因為陳守娘幽靈出現導致附近居民被嚇到，在祭祀廣澤尊王之後才逐漸平靜下來。因此事使當地居民信奉廣澤尊王者日增，遂提議建廟，並在乾隆十五年（1750年）落成。

## 主普
米街廣安宮、八吉境下太子昆沙宮、頂大道祀典興濟宮、下營區中營慶福宮

## 交誼境
六合境開山王廟、六合境清水寺、六合境大埔福德祠、六合境仁厚境福德祠、六合境油行尾福德爺廟、六合境馬公廟、四聯境普濟殿、南勢街西羅殿、佛頭港景福祠、小南城隍廟、鄭成功祖廟、八吉境檨仔林朝興宮馬兵營保和宮、下林建安宮、下林玉聖宮、開基三官廟、鹽埕烏橋玉聖宮、安平威鎮堂、南廠敬威良安宮、北汕尾鹿耳門天后宮、蘇厝第一代天府真護宮、安定保安宮、學甲慈濟宮、學甲清水寺、嘉義大天宮、斗六新興宮、北港武德宮、西螺福興宮、鹿港鳳山寺、埔里恆吉宮、松柏嶺受天宮、新莊地藏庵、士林慈諴宮、士林神農宮、艋舺青山宮、大龍峒保安宮二祖力士會、日本橫濱關帝廟、大樹久堂慈后宮、大林紫德宮、大林湖底廣澤尊王廟、台東東海龍門天聖宮、苓雅寮保安堂、內惟王武宮
大觀音亭頂大道 祀典興濟宮
米街廣安宮
八吉境 下太子昆沙宮

## 分靈子館/子廟
臺中大甲聖母宮赫武堂
臺中忠福堂豐原金虎爺會
四草尊王館
台北明聖壇廣哪會
南廠敬威良安宮
高市永心堂
塩埕烏橋玉聖宮
前甲廣安壇
宜蘭頭城尊王會
嘉義水上慈聖宮
屏東廣信會
草屯朝玄宮 居福館

## 外部連結
- 全臺開基永華宮的Facebook專頁
- 永華宮— 文化資源地理資訊系統 （页面存档备份，存于）